# Leucocarbo chalconotus
Il cormorano bronzeo (Leucocarbo chalconotus G. R. Gray, 1845) è un uccello appartenente alla famiglia dei Falacrocoracidi diffuso lungo le coste orientali dell'Isola del Sud della Nuova Zelanda.